# Abdiqassim Salad Hassan
Abdiqassim Salad Hassan (somali: Cabdiqaasim Salaad Xasan) (Dusa Marreb, Galguduud, 1 de gener de 1941) és un polític somali, membre del subclan Habr Gedir del grup Hawiye.
El 1960 va estudiar a Moscou i es va llicenciar en Bioquímica i va tornar a Somàlia el 1965. El 1968 es va presentar a les eleccions però no fou elegit. Va donar suport al cop de Siad Barre del 1969 i el 1973 fou nomenat ministre d'Indústria i Comerç. El 1977 fou Ministre d'Informació i portaveu del govern durant la guerra de l'Ogaden. Després va ocupar altres ministeris (Joventut i Esports, Educació, Treball i Serveis Socials, Obres Públiques i Habitatge, ministre d'Estat adjunt a l'Oficina del President).
El 10 d'abril de 1989 fou nomenat Ministre de Comerç. El 3 de setembre de 1990 fou nomenat Ministre de l'Interior dins el govern de Muhammad Hawadle Madar, en plena guerra civil, govern establert amb la intenció de preparar el retorn al sistema parlamentari com ja estava passant a altres estats africans arran de la caiguda del bloc soviètic. Després d'un revolta popular a Mogadiscio el desembre, Salad va anunciar que el país tornava al sistema democràtic però no va poder aturar la guerra. El 21 de gener de 1991 es va formar un govern de personalitats de tarannà conciliador, dirigit per Umar Arteh Ghalib i en el que Salad fou el número dos; però el govern només va durar sis dies i el 27 de gener el rebels van ocupar el palau presidencial i Barre va fugir.
Salad es va retirar a la vida privada i no fou represaliat pels nous amos de la situació però no devia estar prou tranquil i se'n va anar exiliat a Egipte.
Va tornar a Somàlia el 1992 quan es va iniciar l'operació humanitària liderada pels Estats Units coneguda com "Retornar l'esperança", i el 1993 va actuar com a portaveu del Comitè d'Ancians per la Pau (els caps de clan), un grup que era hostil a Muhammad Fara Hassan, àlies Aydid, enfrontat amb els Estats Units, però també a les forces internacionals. L'ONU va prendre el relleu als americans el 1993. Estats Units va retirar les seves tropes el 1994 i las darreres de l'ONU ho van fer el 1995.
El 30 de gener de 1997 la conferència de pau de Sodere (Etiòpia) va establir el Consell de Salvació Nacional per un acord de 27 partits, però Hussein àlies Aydid junior (que havia substituït al seu pare Aydid, mort l'agost de 1996) va rebutjar la seva participació juntament amb diversos aliats i la iniciativa va fracassar.
El 1998 Salad i altres politics somalis van treballar per l'obertura d'un nou procés més ample que tingues en compte la regionalització que s'estava produint (Somaliland, Puntland, Jubaland, Somàlia del sud-oest, Hiraan, Shabelle...), procés que es va obrir a Arta (Djibouti) el 2 de maig del 2000. Aquesta conferència va nomenar (13 d'agost del 2000) l'Assemblea Nacional de Transició, que designaria un president de l'organisme, un president provisional del país que nomenaria un govern nacional de transició, i aprovaria el govern en el seu cas. Com a president de l'Assemblea fou nomenat Abdullahi Derow Isaaq, del clan Digil-Mirifleh; el26 d'agost del 2000 Salad fou nomenat president provisional de Somàlia (en tercera votació, per 145 vots en contra de 92 que va obtenir l'ex ministre de Finances Abdullahi Ahmad Adow). El seu període era de tres anys.
Mentre negociava l'acord per nomenar govern no es va moure de Djibouti, però si que va fer un parell de visites temporals a Mogadiscio i Baidoa. A Mogadiscio, en un ambient d'eufòria, fou rebut per cent mil persones reunides en un estadi de futbol. El 8 d'octubre del 2000 va nomenar cap del Govern Nacional de Transició a Ali Khalif Galaid, un Darod que havia estat ministre amb Siad Barre i el 14 d'octubre Salad i Galaid van entrar a Mogadiscio escortats per milicians dels principals caps que donaven suport a l'acord d'Arta.
Salad va romandre la resta dels tres anys i un any més confinat a Mogadiscio sense haver aconseguit cap dels objectius proposats. El 26 de març de 2001 les faccions oposades van constituir a Baidoa el Consell de Restauració i Reconciliació Somali (CRRS) que va actuar com a contragovern sense reconeixement internacional però que tenia el suport d'Etiòpia. El maig del 2001 els milicians d'Aydid i els partidaris del Govern Nacional de Transició es van enfrontar als carrers de Mogadiscio.
El 28 d'octubre de 2001 l'Assemblea Nacional de Transició, per 174 vots a favor i 29 en contra, va deposar el primer ministre Galaid, acusat de fracàs i de corrupció, però en un símptoma clar que l'opció d'Arta havia perdut suport en el si dels mateixos que la van formar.
El 12 de novembre Salad va nomenar cap del govern a Hassan Abshir Farah, un dirigent de Puntland enemic del president Abdullahi Yusuf Ahmed. El 24 de desembre de 2001 Abshir Farah va aconseguir firmar un acord de pau a Nakuru (Kenya) amb alguns caps de facció oposats i el 15 d'octubre del 2002 va aconseguir iniciar a Kenya la conferència d'Eldoret (Conferència Nacional de Reconciliació Somali), que havia de continuar els treballs de la conferència d'Arta, i es va fer un acord de pau i federalisme el 27 d'octubre del 2002.
El 5 de juliol de 2003, els delegats de la Conferència Nacional de Reconciliació Somali instal·lats a Nairobi i van constituir un parlament nacional de 351 membres que elegiria a les noves autoritats de l'executiu, ja que l'anterior acabava les seves funcions el 13 d'agost de 2003. Salad per la seva banda va destituir al primer ministre Abshir Farah i al ministres Derow Isaaq i va anunciar que volia prorrogar el Govern Nacional de Transició més enllà del període de tres anys establert, fins que es pogueren celebrar eleccions generals. Finalment el conflicte polític es va resoldre i Abshir Farah va romandre com a primer ministre però la maniobra de Salad fou vista com a contrari a l'esperit de la normativa que regulava les seves funcions.
El 19 d'agost l'Assemblea va reprendre els seus treballs amb una forta tensió amb Salad, que no hi va ser present. Salad va quedar aïllat políticament. El 29 de gener de 2004, CNRS va signar un acord a Nairobi que establia un Parlament (amb 275 membres) que seria l'Assemblea Federal de Transició, amb un mandat de cinc anys, i elegiria al president provisional de la República. L'Assemblea Federal es va obrir a Nairobi el 2 de setembre de 2004 sota la presidència interina de Hersi Bulhan Farah, fins que fou elegit Sharif Hassan Sheikh Adan, que va convocar l'elecció presidencial pel 10 d'octubre del 2004. Salad el mateix dia va acabar el seu mandat (que legalment ja havia expirat l'agost del 2003) i es va presentar a l'elecció presidencial, però tenia poc suport (especialment no tenia suport armat ni de clan, ja que com a membre dels Habr Gedir, el suport d'aquestos era per Aydid junior). Fou eliminat a la primera votació i es va retirar a la vida privada.
Darrerament ha donat suport a les Corts Islàmiques (2006).